# Giliastrum gypsophilum
Giliastrum gypsophilum là một loài thực vật có hoa trong họ Polemoniaceae. Loài này được (B.L.Turner) J.M.Porter mô tả khoa học đầu tiên năm 1998.